# Вермикультура
Вермикультура (лат. Vermes — хробак) — один з нових напрямків біотехнології, що полягає в промисловому розведенні деяких форм дощових черв'яків.

## Історія
Перші господарства по штучному розведенню черв'яків на відходах були створені понад півстоліття тому в США. (Черв'яків розводили з метою отримання наживки для рибного лову.) У теперішній же час практика застосування помітно розширилася, поширившись як у сільському господарстві, так і в інших галузях виробництва.

## Переваги

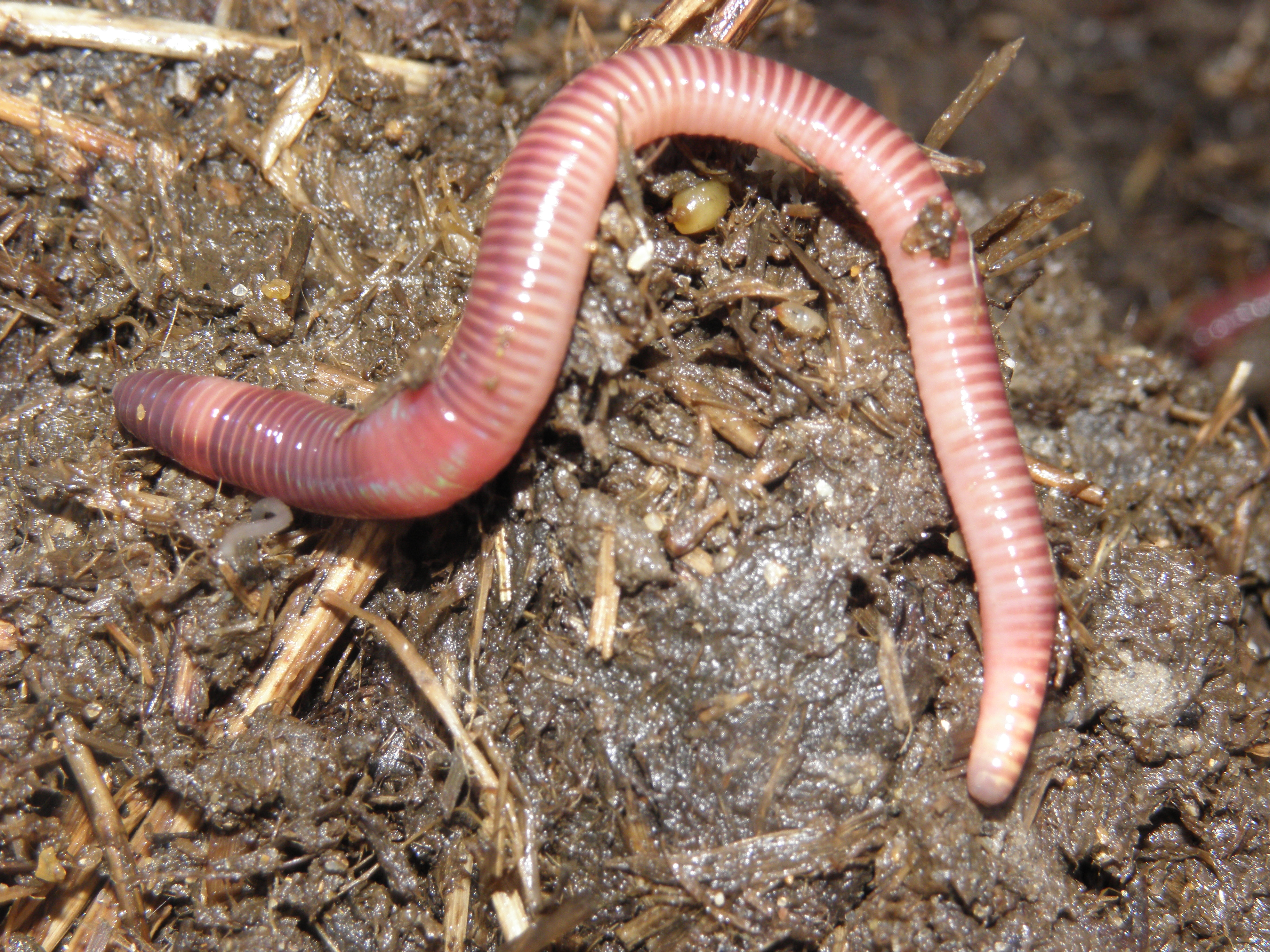
Дощовий черв'як

Формування і розвиток даного напрямку обумовлено можливістю рішення на біологічній основі низки актуальних екологічних завдань:
- утилізація органічних відходів;
- підвищення родючості ґрунту
- отримання високоякісного чистого органічного добрива;
- вирощування безпечної сільськогосподарської продукції та ін.;[1]

Метод вермікультури істотно обмежує або виключає небезпеку забруднення середовища різними поллютантами. Особливий інтерес до вермікультивування виявляють прихильники так званого альтернативного землеробства, які борються за відмову від застосування мінеральних добрив і пестицидів і закликають до широкого використання компостів, здатних підтримувати на високому рівні біологічну активність ґрунту.

## Характеристики
Нерідко під терміном «Вермікультура» розуміють виключно хробаків або, навпаки, тільки субстрат. Вермікультури можна представити як складне біоценотичне співтовариство, обмежене певним біотопом в складі культурного ландшафту.
Хробаки об'єднують кілька типів груп безхребетних, серед яких коловертки, нематоди, енхітреіди, кільчасті і дощові черв'яки. Саме останні мають велике значення в ґрунтоутворюючому  процесі, в формуванні та підтримці родючості ґрунтів.
Дощові (земляні) черви — найбільші мешканці ґрунтів серед безхребетних, що входять до складу ґрунтової макрофауни, на їх частку доводиться не менше половини всієї біомаси ґрунту. Наприклад, у лісових екосистемах маса черв'яків становить від 50 до 72 % всієї ґрунтової біомаси.
Більшість дощових черв'яків, поширених на території нинішнього СНД, відноситься до сімейства люмбріцід (Lumbricidae), яке включає близько 180 видів.
У цілому ж найбільш масовими є 15-16 видів, серед яких помітно домінує вид Nicodrilus caliginosus. Мешкає він зазвичай в розораних ґрунтах. Звідси і назва «пашенний черв'як».
Середній розмір дощового хробака 9-13 см в довжину (на Кавказі мешкають черв'яки завдовжки 45 см, а найбільший черв'як у світі — Megascolides australia — має довжину 2,5 м). Щільність дощових черв'яків досягає в середньому 120 особин на 1 м2, а біомаса — 50 г на 1 м2 (при масі тіла одного хробака 0,5-1,5 г).У сприятливі періоди щільність одного хробака може скласти 400—500 екз. на 1 м2.
Головне джерело живлення хробака — рослинні залишки. Не випадково присутність його можна розглядати як тест на збагаченість ґрунту органічною речовиною. Дощові черв'яки, риючись у ґрунті, значно впливають на його властивості. Вони сприяють перемішуванню і розпушуванню землі, накопиченню органічних речовин, що утворюють гумус. Для гуміфікації особливо важливі два фактори — повітря і вологість. Дощові черв'яки покращують аерацію ґрунту, полегшують доступ вологи, посилюють процеси гумусоутворення, нітрифікації і амоніфікації. У залежності від місця проживання черв'яків ділять на 3 групи: поверхнево-живучі (підстилковий); ґрунтово-підстилковий; третьянорнікі, які прокладають глибинні ходи в ґрунті. Наприклад, орний хробак живе на глибині 10-15 см. У суху погоду він мігрує на глибину 0,5 м і більше, будує там капсулу і тимчасово впадає в сплячку (діапауза).
У природному середовищі в розмноженні люмбріцід відзначається сезонність. Максимум в інтенсивності цього процесу спостерігається навесні і восени. Хробаки можуть голодувати 2,5 міс. При низьких температурах (0-5°С) період голодування збільшується до 3-4 міс. Вони вологолюбні, помірно теплолюбні. Оптимальна температура для харчування 20 -25°С, для розмноження 12-17°С. Потребують аерації. Непридатні для культивування черв'яків піщані і глинисті, кислі і засолені ґрунти. Оптимальною реакцією середовища є нейтральна або слабокисла. Хробаки дуже бояться вітру. У природних умовах проживання хробаки не хворіють і не піддаються будь-яким епідеміям. Загибель дощових черв'яків у природних умовах досить часто викликає надмірна хімізація ґрунтів. Досить велике значення черв'яків в облагороджуванні ґрунтів. Усвідомлення цього обумовило великий інтерес до штучного їх культивування. Так, в результаті багаторічної селекційної роботи, проведеної американськими дослідниками, в 1959 р. в Каліфорнії була виведений новий різновид дощового хробака, що отримав назву «каліфорнійський гібрид червоного хробака» або просто «каліфорнійський червоний черв'як». З 1979 р. його почали розмножувати в Західній Європі, в Японії.
За плодючості і активності гібрид істотно перевершує звичайного дощового хробака і на відміну від нього добре піддається вирощування в штучних умовах.
На відміну від своїх диких родичів каліфорнійський гібрид є «домосидом».
За наявності їжі він не розповзається і споживає в день її приблизно стільки ж, скільки важить сам. Селекціонери генетично запрограмували гібрид на цілодобову переробку відходів з високим коефіцієнтом корисної дії (40 % споживаної їжі витрачається в процесі життєдіяльності, а 60 % після перетравлення виділяється у вигляді екскрементів — копролітів, тобто виділяється біогумус).